# Julie (album)
 For alternative betydninger, se Julie. (Se også artikler, som begynder med Julie)
Julie er det andet studiealbum fra den dansk-grønlandske sangerinde Julie, der blev udgivet den 27. september 2004 på Medley Records. Det primært skrevet af Julie i samarbejde med svenske Moh Denebi, og det er produceret af Denebi. Albummet er blevet certificeret guld for 20.000 solgte eksemplarer.

## Trackliste
| #   | Titel                                  | Sangskriver(e)                                | Længde |
| --- | -------------------------------------- | --------------------------------------------- | ------ |
| 1.  | "Shine a Little Love"                  | Julie Berthelsen, Moh Denebi, Jascha Richter  | 3:39   |
| 2.  | "Like a Shadow"                        | Berthelsen, Denebi, Rune Westberg             | 4:12   |
| 3.  | "Lover's Lullaby"                      | Berthelsen, Denebi, Westberg                  | 3:48   |
| 4.  | "It's a Wonderful Feeling"             | Berthelsen, Denebi, Mats Berntoft             | 3:03   |
| 5.  | "Calling You"                          | Berthelsen, Denebi, Michael Ruff              | 3:53   |
| 6.  | "One Life Only"                        | Berthelsen, Denebi, Paul Rein                 | 3:04   |
| 7.  | "Here and Now" (duet med Peter Jöback) | Berthelsen, Denebi, Peter Jöback, Berntoft    | 3:29   |
| 8.  | "Also Scared"                          | Berthelsen, Anders Wollbeck, Mattias Lindblom | 3:46   |
| 9.  | "Make It Right"                        | Berthelsen, Denebi, Storm Lee, Berntoft       | 3:47   |
| 10. | "Nothing Bad on Me"                    | Berthelsen, Denebi, Reinein                   | 3:10   |
| 11. | "Hope You Hear This Song"              | Berthelsen, Denebi, Poul Krebs                | 3:49   |
| 12. | "A Love Beyond Compare"                | Berthelsen, Denebi, Henrik Jansson            | 3:28   |

## Hitlisteplacering
| Hitliste (2004) | Højeste placering |
| --------------- | ----------------- |
| Danmark         | 11                |